# Leendert Kievit

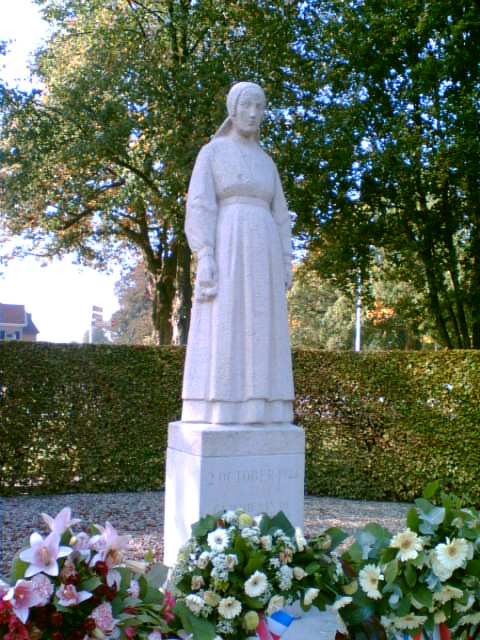
Kievit hield een rede bij de onthulling van het beeld het Vrouwtje van Putten.

Leendert Kievit (Benschop, 17 augustus 1918 - Putten, 20 april 1990) was een auteur en een Nederlands predikant in de Nederlandse Hervormde Kerk. Hij was de zoon van de predikant Izaäk Kievit. In 1942 deed hij intrede in Schoonrewoerd. Daarna volgde Putten (1945), waar hij te maken kreeg met de gevolgen van de Razzia van Putten, waardoor in veel gezinnen mannen, vaders en zonen gemist werden. Vervolgens stond hij in Woerden (1952-1957), voor de tweede maal in Putten (1957-1964), Leiden (1964-1969) en Gouda (1969). Hij is in Putten begraven, waar hij overleed op 20 april 1990.

## Uitgaven
- Een goede raad en Een grote troost (twee preken ter gedachtenis aan de razzia). Putten (1945).
- Tot beter begrip,( n.a.v. zijn rede bij de onthulling van het oorlogsmonument te Putten), in: Gereformeerd Weekblad (1949).
- Die geleden heeft (meditaties over het lijden van Christus), Kampen 1969.
- De Christusprediking, in: Op het scherp van de snede, Postuum gesprek met prof. dr. A.A. van Ruler, Amsterdam 1972, 129-134.
- Vertrouwen en verwachten, 52 meditaties volgens het kerkelijk jaar, Kampen 1979.
- Om de eer van Zijn Naam, Kampen 1983.

Verschenen na zijn dood: 
- De man uit Ur, meditatieve gedachten over het leven van Abraham, Utrecht 1990.
- Elia, mijn God is de Heere, Leiden 1991.
- Simson, Leven verscheurd tussen hartstocht en godsvrucht, Heerenveen 1997.